# Cykelmyggen og Dansemyggen
Cykelmyggen og Dansemyggen er en dansk animationsfilm fra 2007, instrueret af Jannik Hastrup og Flemming Quist Møller og produceret af Marie Bro for Dansk Tegnefilm 2 ApS. Filmens manuskript er skrevet af Flemming Quist Møller. Filmen er solgt internationalt under navnet A tale of two mozzies.	

## Handling
Dansemyggen Dagmar brænder for sin dans og er lun på  Egon. Men Egon brænder for en hård spurt og vil ud at se verden. Kærligheden må vente, til drengetiden er forbi, mener han.
Da den onde, røde myredronning Dominella og hendes soldater dræber den sorte myredronning og overtager magten i hendes tue, inddrages vore helte mere eller mindre frivilligt i et skovbundsdrama, som sætter deres venskab på prøve og kræver, at de udnytter deres talenter til det yderste.
Cykelmyggen gør hvad han kan for ikke at involvere sig for kraftigt i myre-sagen, og lader sig let distrahere af skovbundens fristelser – som bi-prinsesser med adgang til uanede mængder af honning. Og der er jo en drenge-drøm at passe om at rejse verden rundt med et loppecirkus som cykelartist. Men i sidste ende bliver det op til Dagmar og Egon at redde de sorte myrer.

## Persongalleri
Cykelmyggen Egon er en dreng på ca. 14 år. Frisk, fordomsfri, egocentrisk.  Prøver at undgå kedelige pligter og ansvar. Er god nok, når det gælder, men glemmer let at tænke på andres ønsker og behov. 
Dansemyggen Dagmar, pige på ca. 14 år.  Frisk og frejdig. Finder sig ikke i hvad som helst  og kender sit eget værd. Hun har et åbent og nysgerrigt syn på verden.  Let koket, uden af være selvoptaget. Elsker dansen for dens egen skyld. Bliver hurtigt, og egentlig mod sin vilje, skudt i  Egon, selv om hun godt kan se, at han er alt for umoden til at være en ordentlig kæreste. Men man har jo lov til at drømme og med tiden bliver han vel voksen og følsom?  Det er Dagmar, som udtænker plottet til revolutionen i myretuen og hende, der styrer de ensporede myrer igennem problemerne. 
Minibillen er en dreng på ca. 6 år. Han er ”børneforelsket” til op over begge ører i dansemyggen og følger hende som en tro væbner.  Han er ikke jaloux på Egon, men ser hele tiden situationen fra Dagmars side og føler med hende, når Egon sårer hende med sin hvalpede ubetænksomhed.  Mini har et heftigt temperament og er totalt dødsforagtende, når retfærdighedens harme bruser i hans årer. Han vil gå i døden for sin hjerter dame som en ægte ridder.
Myrer er ikke uintelligente.  De kan løse tekniske, logistiske og organisatoriske problemer som ingenting.  Fantasi og humor og evnen til at fatte andre synspunkter end deres egne, skorter det derimod meget på. Ellers er de venlige, loyale og pålidelige.  Følelser som sorg og glæde, smerte og begejstring kan myrerne sagtens føle. Men det kræver, at de føler det samme samtidigt. Ellers bryder deres verden fuldstændigt sammen.
Myresoldaten Knud har hjertet på rette sted og er faktisk en blød mand, som kun ved skæbnens grusomme spil er havnet  i hjelm og kyrads. Han bryder sig ikke om sit brutale job og har medlidenhed med de undertrykte slavemyrer.  At han er forelsket i den sorte Maren Malkepige gør ikke hans liv lettere.  Hans figur skal vise, at ikke alle jyder er født onde. Ret skal være ret.
Musekterne har et medlem i bandet,  som ikke har replikker,  fordi  han ikke siger noget forståeligt. Kun
smaskende og dyriske lyde.  Det er
marimba-billen Køllekalle.  I storyboardet vil man se ham betvinge sit
instrument i virtuos  stil med alle fire
arme og tungen hængende ud af munden.
Græshoppen Sensitiva de Luxe spiller cello, violin og harpe og betjener alle instrumenter med udsøgt mesterskab. Hun besidder en ro og en autoritet, som er en diva værdig.  At hun ikke er upåvirket  af Banjobillen Børge Bøfs maskuline, sømandsagtige charme  og direkte kurmageri  er en af livets  positive overraskelser.  Men på trods af hans ubarberede  kæber og brede christianshavnske kæft (stemme: Kim Larsen) viser hans følsomme serenade, at der er sarte følelser bag det rå ydre. 
Bierne føler sig  højt hævede over alle andre og taler utroligt dannet  og overklassepræget.  Dronning Flora er et sart og selvforkælet væsen og er ellers ret skikkelig. Prinsesserne er forkælede men friske og livshungrende.